# Georges Richou
Pour les articles homonymes, voir Richou.
Georges René Pierre Richou, né le 28 novembre 1850 à Angers et mort le 19 janvier 1934 à Paris, est un administrateur de société et l'un des fondateurs de la revue Le Génie Civil.

## Biographie
Georges Richou participe, dans l'armée de l'Est, à la guerre de 1870, comme lieutenant de mobiles au 5e bataillon du Maine-et-Loire.
Après la guerre, il entre à l'École Centrale des Arts et Manufactures (promotion 1873). Peu après, il entre au service des études financières du Crédit Lyonnais, puis il devient administrateur de diverses sociétés, notamment administrateur-délégué de la Société des Filtres Chamberland, système Pasteur, administrateur et vice-président des Compagnies d'assurances le Monde-Vie et le Monde-Incendie, administrateur de la Compagnie des eaux de la banlieue de Paris.
De 1892 jusqu'à sa mort, il est commissaire-expert du gouvernement pour les contestations en douane.
Fondateur en 1880, collaborateur de la revue Le Génie Civil, en 1900, il est appelé à faire partie du comité de rédaction. Il écrit aussi dans la revue La Nature.
Il a été président de l'Association des Anciens Élèves de l'École Centrale et membre du conseil de cette école.

## Décorations françaises
- Officier de la Légion d'honneur en 1921[1]